# 阳瑞芝
阳瑞芝，广西桂林人，是一名清朝政治人物。
阳瑞芝曾于1802年接替周为宪任奉贤县知县一职，1802年由左元镇接任。